# Fanis Katergiannakis
Fanis Katergiannakis (grekiska: Φάνης Κατεργιαννάκης), född 19 september 1974 i Thessaloníki, Grekland, är en före detta grekisk fotbollsspelare som spelade som målvakt. Han är mest känd för sin tid i AEK Aten och för att ha varit del av Greklands landslag.

## Personlig information
- Fullständigt namn: Theofanis Katergiannakis
- Födelsedatum: 19 september 1974 (49 år)
- Födelseort: Thessaloníki, Grekland
- Längd: 188 cm
- Position: Målvakt

## Klubbinformation
- Nuvarande klubb: Pensionerad
- Position: Målvakt

## Juniorkarriär
| År        | Klubb             |
| --------- | ----------------- |
| 1988–1992 | Aris Thessaloníki |

## Seniorkarriär*
| År        | Klubb             | Matcher (Mål) |
| --------- | ----------------- | ------------- |
| 1992–1998 | Aris Thessaloníki | 72 (0)        |
| 1998–2001 | Ionikos           | 64 (0)        |
| 2001–2005 | Olympiakos        | 35 (0)        |
| 2005–2010 | AEK Aten          | 60 (0)        |
| Totalt    |                   | 231 (0)       |

## Landslagskarriär
| År        | Lag      | Matcher (Mål) |
| --------- | -------- | ------------- |
| 2001–2004 | Grekland | 5 (0)         |

*SM = Seriematcher, GM = Goal/mål

## Meriter
- Grekland
  - EM-guld: 2004 (reservermålvakt)
- Olympiakos
  - Grekiska ligan: 2001, 2002, 2003, 2004
- AEK Aten
  - Grekiska cupen: 2006